# Mario Monicelli
Mario Monicelli (ur. 15 maja 1915 w Rzymie, zm. 29 listopada 2010 w Rzymie) – włoski reżyser i scenarzysta, mistrz komedii włoskiej (commedia all’italiana).

## Życiorys
Trzykrotny zdobywca Srebrnego Niedźwiedzia dla najlepszego reżysera na MFF w Berlinie za filmy: Dwa pokolenia (1957), Drogi Michele (1976) oraz Markiz Grillo (1981). Dwukrotny zdobywca Złotego Lwa na MFF w Wenecji: za film Wielka wojna (1959) oraz za całokształt twórczości (1991). Dwukrotnie był również nominowany do Oscara za scenariusze do filmów Towarzysze (1963) i Casanova '70 (1965).
Przewodniczył jury konkursu głównego na 60. MFF w Wenecji (2003).
29 listopada 2010 popełnił samobójstwo, wyskakując z okna szpitala, w którym przebywał.

## Nagrody
- Nagroda na MFF w Berlinie
  - 1957 Srebrny Niedźwiedź dla najlepszego reżysera za Dwa pokolenia
  - 1976 Srebrny Niedźwiedź dla najlepszego reżysera za Drogi Michele
  - 1982 Srebrny Niedźwiedź dla najlepszego reżysera za Markiz Grillo
  - 1994 Wyróżnienie specjalne za film Drodzy najpieprzeńsi przyjaciele